# Dimitar Dimitrov
Dimitar Dimitrov (Sofía, 1 de marzo de 1993) es un jugador de baloncesto búlgaro que pertenece a la plantilla del Palencia Baloncesto de la Liga LEB Oro. Con 2,03 metros de altura juega en la posición de ala-pívot.

## Trayectoria profesional
Ivanov comenzó a jugar baloncesto en las categorías inferiores del Levski Sofia de su ciudad natal con el que llegó a debutar en la Liga de Baloncesto de Bulgaria en la temporada 2012-13. 
En la temporada 2013-14, fichó por el Arkadia Traiskirchen Lions de la Admiral Basketball Bundesliga, la máxima división del baloncesto austríaco.
En la temporada 2014-15, regresó al Levski Sofia y en la temporada siguiente se mudó al PBC Lukoil Academic Sofia, con el que ganó la Liga.
El 1 de diciembre de 2016, firma por el Arkadia Traiskirchen Lions de la Admiral Basketball Bundesliga, en el que permanece durante un mes.
En enero de 2017, firma por el Akademik Bulteks 99 Plovdiv de la NBL búlgara, en el que permanece durante un mes. 
En febrero de 2017, firma por el PBC Lukoil Academic Sofia, hasta el final de la temporada.
En enero de 2018, firma por el Akademik Bulteks 99 Plovdiv de la NBL búlgara.
En la temporada 2018-19, firma por el BC Balkan, en el que permanece durante 6 temporadas. En su última temporada, en la 2023-24 promedia 15,7 puntos, 6,3 rebotes y 3,1 asistencias en la liga búlgara y 13,2 puntos, 5,3 rebotes y 1,5 asistencias en la FIBA Europe Cup.
El 19 de julio de 2024, firma por el Palencia Baloncesto de la Liga LEB Oro.

### Internacional
Dimitrov representó a la Selección de baloncesto de Bulgaria absoluta en el EuroBasket 2022.